# Longues-sur-Mer
Longues-sur-Mer est une commune française, située dans le département du Calvados en région Normandie, peuplée de 587 habitants (les Longuais).

## Géographie
La commune se situe sur le littoral de la mer de la Manche, la côte est hérissée de falaises de soixante-cinq mètres de hauteur. Longues-sur-Mer se trouve dans le Bessin, à 6,5 kilomètres de Bayeux. Couvrant 1 229 hectares, son territoire est le plus étendu du canton de Ryes.
| Mer de la Manche | Mer de la Manche                    | Mer de la Manche |
| Commes           | Longues-sur-Mer                     | Manvieux         |
| Vaux-sur-Aure    | Vaux-sur-Aure, Saint-Vigor-le-Grand | Magny-en-Bessin  |

### Hydrographie
La commune est située dans le bassin Seine-Normandie. Elle est drainée par l'Aure, le ruisseau de Fumichon, le fossé 01 du Petit Fumichon, le ruisseau du Ponchot et divers autres petits cours d'eau,.
L'Aure, d'une longueur de 82 km, prend sa source dans la commune de Caumont-sur-Aure et se jette  dans la Vire en limite d'Osmanville, Isigny-sur-Mer et Carentan-les-Marais, après avoir traversé 26 communes. Les caractéristiques hydrologiques de l'Aure sont données par la station hydrologique située sur la commune de Maisons. Le débit moyen mensuel est de 3,59 m3/s. Le débit moyen journalier maximum est de 61,9 m3/s, atteint lors de la crue du 26 janvier 1995. Le débit instantané maximal est quant à lui de 71,8 m3/s, atteint le même jour.

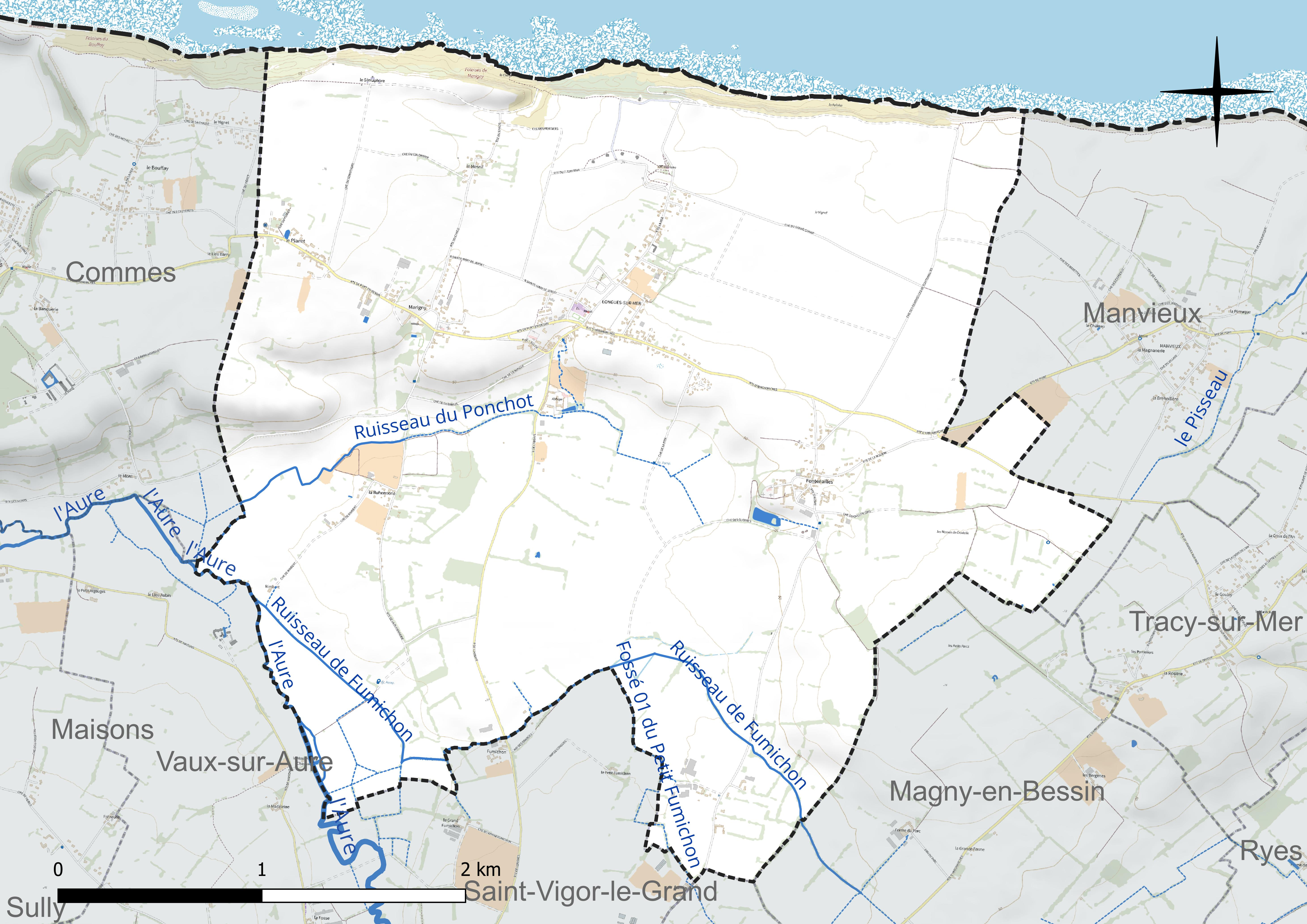
Réseau hydrographique de Longues-sur-Mer.

### Climat
Pour des articles plus généraux, voir Climat de la Normandie et Climat du Calvados.
En 2010, le climat de la commune est de type climat océanique franc, selon une étude du CNRS s'appuyant sur une série de données couvrant la période 1971-2000. En 2020, Météo-France publie une typologie des climats de la France métropolitaine dans laquelle la commune est exposée à un climat océanique et est dans la région climatique  Normandie (Cotentin, Orne), caractérisée par une pluviométrie relativement élevée (850 mm/a) et un été frais (15,5 °C) et venté. Parallèlement le GIEC normand, un groupe régional d'experts sur le climat, différencie quant à lui, dans une étude de 2020, trois grands types de climats pour la région Normandie, nuancés à une échelle plus fine par les facteurs géographiques locaux. La commune est, selon ce zonage, exposée à un « climat des plateaux abrités », correspondant à la plaine agricole de Caen à Falaise, sous le vent des collines de Normandie et proche de la mer, se caractérisant par une pluviométrie et des contraintes thermiques modérées.
Pour la période 1971-2000, la température annuelle moyenne est de 10,8 °C, avec  une amplitude thermique annuelle de 11,4 °C. Le cumul annuel moyen de précipitations est de 818 mm, avec 12,5 jours de précipitations en janvier et 8 jours en juillet. Pour la période 1991-2020, la température moyenne annuelle observée sur la station météorologique la plus proche, située sur la commune de Balleroy-sur-Drôme à 20 km à vol d'oiseau, est de 11,2 °C et le cumul annuel moyen de précipitations est de 924,3 mm,. Pour l'avenir, les paramètres climatiques de la commune estimés pour 2050 selon différents scénarios d'émission de gaz à effet de serre sont consultables sur un site dédié publié par Météo-France en novembre 2022.

## Urbanisme

### Typologie
Au 1er janvier 2024, Longues-sur-Mer est catégorisée commune rurale à habitat dispersé, selon la nouvelle grille communale de densité à 7 niveaux définie par l'Insee en 2022.
Elle est située hors unité urbaine. Par ailleurs la commune fait partie de l'aire d'attraction de Bayeux, dont elle est une commune de la couronne,. Cette aire, qui regroupe 29 communes, est catégorisée dans les aires de moins de 50 000 habitants,.
La commune, bordée par la baie de Seine, est également une commune littorale au sens de la loi du 3 janvier 1986, dite loi littoral. Des dispositions spécifiques d'urbanisme s'y appliquent dès lors afin de préserver les espaces naturels, les sites, les paysages et l'équilibre écologique du littoral, tel le principe d'inconstructibilité, en dehors des espaces urbanisés, sur la bande littorale des 100 mètres, ou plus si le plan local d'urbanisme le prévoit.

### Occupation des sols
L'occupation des sols de la commune, telle qu'elle ressort de la base de données européenne d'occupation biophysique des sols Corine Land Cover (CLC), est marquée par l'importance des territoires agricoles (94,8 % en 2018), une proportion sensiblement équivalente à celle de 1990 (94,9 %). La répartition détaillée en 2018 est la suivante : 
terres arables (76,5 %), zones agricoles hétérogènes (9,4 %), prairies (8,9 %), espaces ouverts, sans ou avec peu de végétation (3,1 %), zones urbanisées (2,2 %). L'évolution de l'occupation des sols de la commune et de ses infrastructures peut être observée sur les différentes représentations cartographiques du territoire : la carte de Cassini (XVIIIe siècle), la carte d'état-major (1820-1866) et les cartes ou photos aériennes de l'IGN pour la période actuelle (1950 à aujourd'hui).

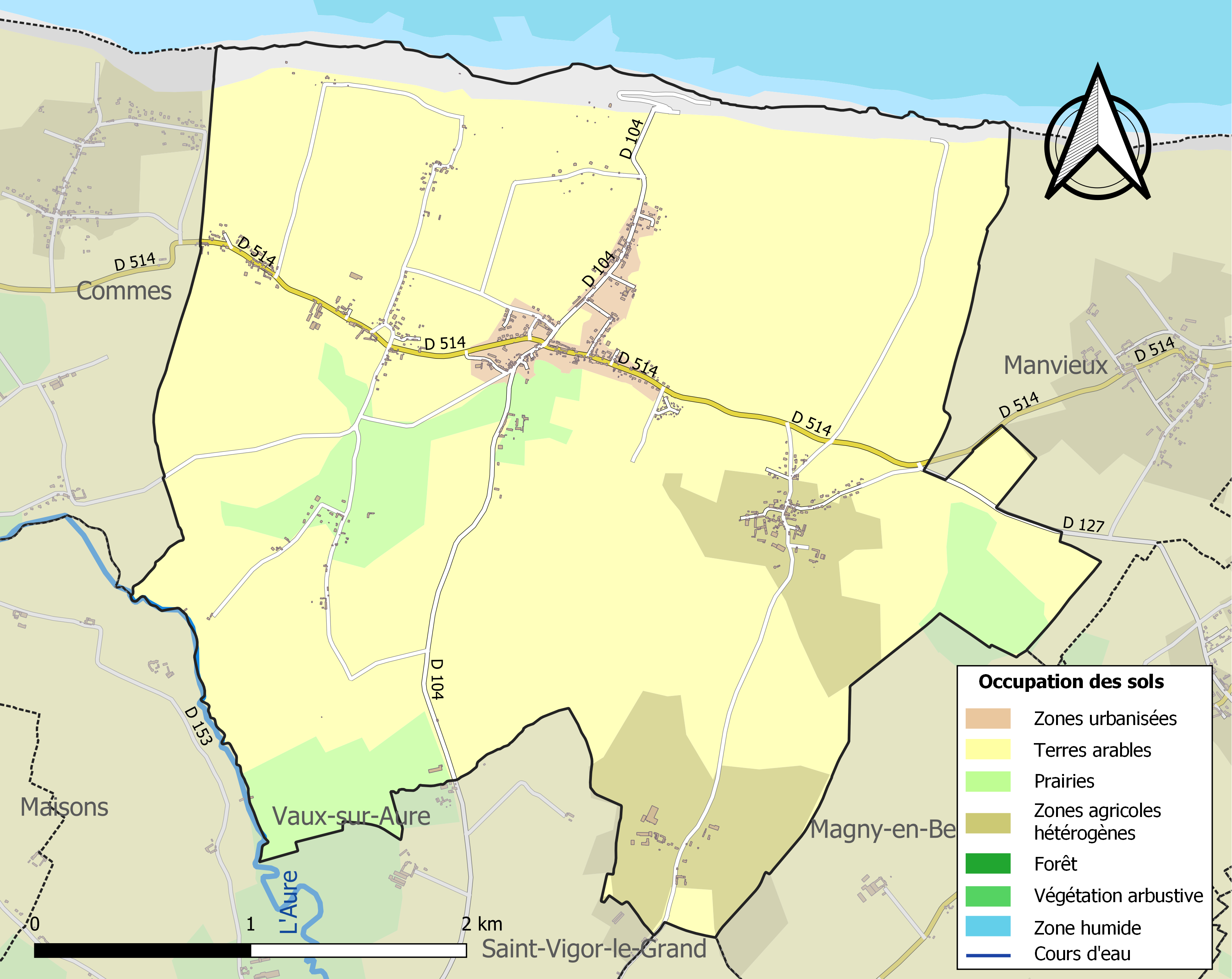
Carte des infrastructures et de l'occupation des sols de la commune en 2018 (CLC).

## Toponymie
Le nom de la commune est attesté sous la forme latinisée [Abbatia Sancte Marie] de Longis en 1027 (charte de Longues, n° 1), Longœ au XIVe siècle, Longense monasterium en 1673.

Diverses étymologies ont été proposées : un nom de personne Longus pris absolument ou une allusion à un « terrain allongé », ou encore un nom gaulois en longo- « navire ». Dans tous les cas, il manque un second élément, autre appellatif ou suffixe.

### Lieux-dits et hameaux
Fontenailles remonte à un gallo-roman *FONTENALIA, comme Fontenailles (Seine-et-Marne et Yonne) et signifie « source, ru »
Marigny appartient probablement à la série des Marigny, Marigné, Marignac, toponyme gallo-roman *MARINIACU du nom de personne Marinus « le marin » suivi du suffixe gaulois de localisation et de propriété -acum.
Crodalles (Crodale, sans date), nom du moulin Turquois (la Masse de Crodale) et d'une ferme à  Fontenailles s'explique vraisemblablement comme Croixdalle (Seine-Maritime, Craudale en 1253, ensuite la graphie est régulièrement Crodalle encore au XVIIIe siècle) et peut-être Groudle (Île de Man, Crawdale vers 1511). Ils remontent vraisemblablement au vieil anglais crāwe, corneille (moderne crow) et anglo-danois dal(r), vallée (anglais dial. dale, danois dal) cf. toponymes en -dal et -dalle(s).

## Histoire

### Moyen Âge
En 1168, un baron normand du nom de Hugues Wac seigneur de Rubercy fonde une abbaye bénédictine à cet endroit. Tombée en commende en 1526, elle fut supprimée en 1782, faute de vocations. On peut encore en voir des vestiges importants.

### Époque moderne

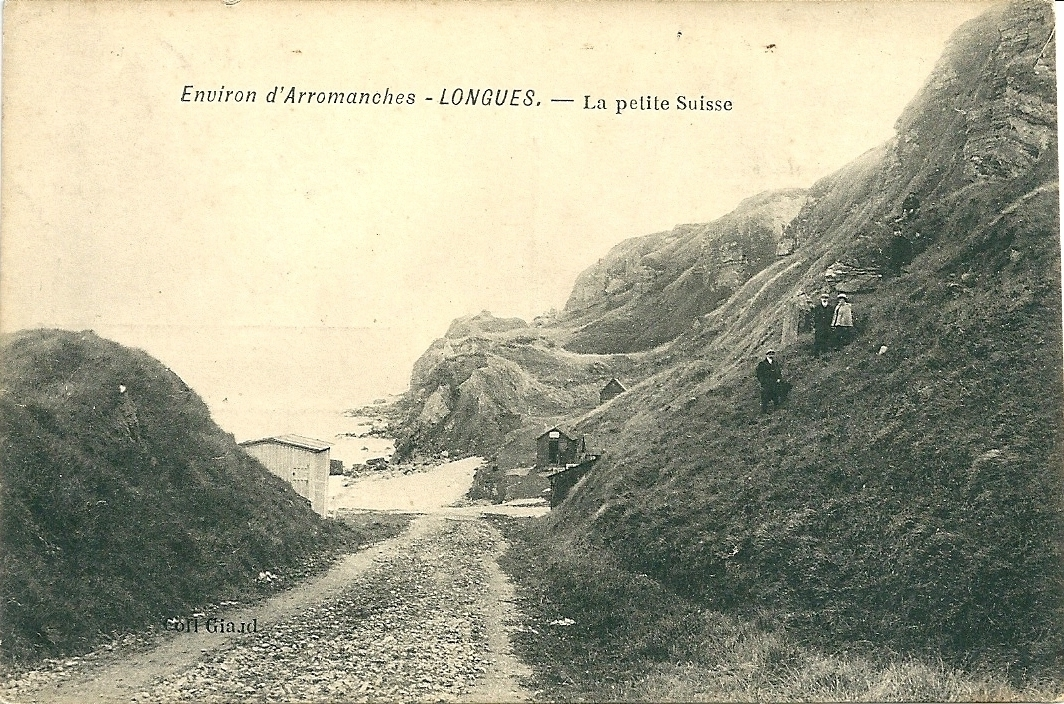
La plage la Petite Suisse au début du XXe siècle.

En 1861, Longues (403 habitants en 1856) absorbe les anciennes communes de Fontenailles (177 habitants, à l'est du territoire) et de Marigny (287 habitants, à l'ouest). La commune prend le nom de Longues-sur-Mer 1924.

#### La Seconde Guerre mondiale
Au nord du village à environ 450 mètres du littoral, fin 1943-début 1944, fut bâtie une batterie côtière, nommée Marineküstenbatterie (MBK) Longues-sur-Mer - Wn 48, gérée par la Kriegsmarine, composée de quatre bunkers abritant chacun un canon de marine de 150 mm TK C/363 TL C/36 d'une portée de près de 20 km, qui outre les navires au large, menaçaient les plages du débarquement de Gold Beach et Omaha Beach. Les Alliés firent donc de la mise hors de combat de cette batterie un objectif prioritaire du jour J. Outre des bombardements aériens la semaine précédente, la batterie subit un pilonnage des croiseurs anglais HMS Ajax et HMS Argonaut, et du croiseur français Georges Leygues, empêchant les canons allemands d'exercer une réelle menace. Le lendemain, 7 juin 1944 en fin de matinée, après un second bombardement aérien de la RAF, leurs canons hors de combat, les 120 soldats de la garnison (sur 180 le 6 au matin) se rendirent aux soldats britanniques du 2e régiment du Devonshire.
Longues-sur-Mer, située à la limite des secteurs américain et anglo-canadien, subit de gros dégâts pendant les jours du débarquement.

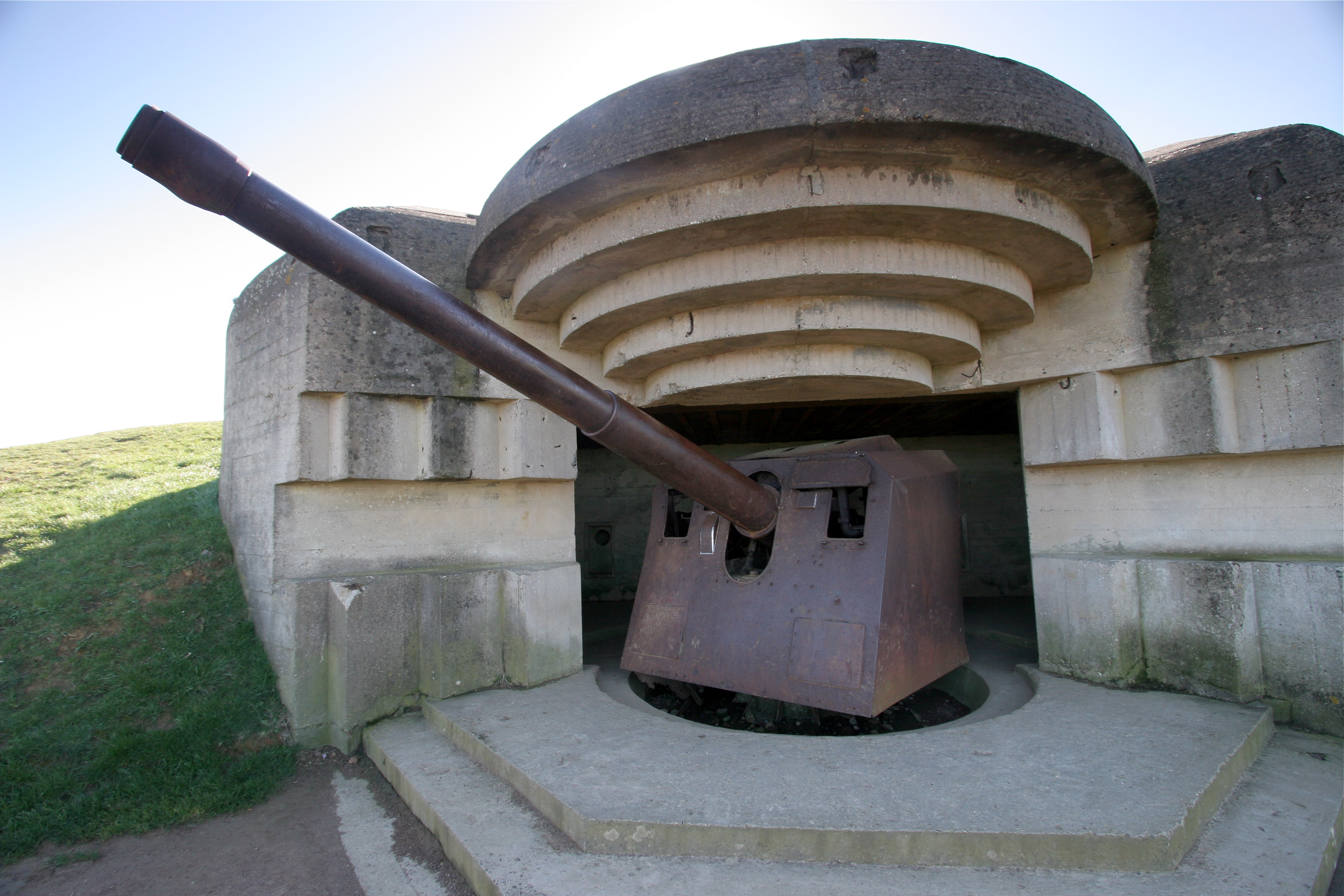
Batterie de Longues-sur-Mer, canon de 150 mm.

## Politique et administration
| Période                                  | Période   | Identité                   | Étiquette | Qualité |
| ---------------------------------------- | --------- | -------------------------- | --------- | ------- |
|                                          |           | Louis Joret-Desclosières   |           |         |
|                                          |           | Gabriel Joret-Desclosières |           | Avocat  |
| ?                                        | mars 2001 | Jean Anger                 |           |         |
| mars 2001                                | mars 2008 | Jacques Regnault           |           |         |
| mars 2008                                | En cours  | Roland Tirard              |           |         |
| Les données manquantes sont à compléter. |           |                            |           |         |

Le conseil municipal est composé de quinze membres dont le maire et deux adjoints.

## Démographie
L'évolution du nombre d'habitants est connue à travers les recensements de la population effectués dans la commune depuis 1793. Pour les communes de moins de 10 000 habitants, une enquête de recensement portant sur toute la population est réalisée tous les cinq ans, les populations de référence des années intermédiaires étant quant à elles estimées par interpolation ou extrapolation. Pour la commune, le premier recensement exhaustif entrant dans le cadre du nouveau dispositif a été réalisé en 2005.
En 2022, la commune comptait 587 habitants, en évolution de −3,77 % par rapport à 2016 (Calvados : +1,58 %, France hors Mayotte : +2,11 %).
Longues a compté jusqu'à 875 habitants en 1861, mais les trois communes de Longues, Fontenailles et Marigny totalisaient 958 habitants en 1821 (respectivement 402, 185 et 371).
| 1793 | 1800 | 1806 | 1821 | 1831 | 1836 | 1841 | 1846 | 1851 |
| ---- | ---- | ---- | ---- | ---- | ---- | ---- | ---- | ---- |
| 355  | 359  | 403  | 402  | 400  | 373  | 361  | 346  | 375  |

| 1856 | 1861 | 1866 | 1872 | 1876 | 1881 | 1886 | 1891 | 1896 |
| ---- | ---- | ---- | ---- | ---- | ---- | ---- | ---- | ---- |
| 403  | 875  | 832  | 742  | 718  | 666  | 647  | 657  | 640  |

| 1901 | 1906 | 1911 | 1921 | 1926 | 1931 | 1936 | 1946 | 1954 |
| ---- | ---- | ---- | ---- | ---- | ---- | ---- | ---- | ---- |
| 575  | 565  | 509  | 467  | 436  | 447  | 466  | 441  | 462  |

| 1962 | 1968 | 1975 | 1982 | 1990 | 1999 | 2005 | 2006 | 2010 |
| ---- | ---- | ---- | ---- | ---- | ---- | ---- | ---- | ---- |
| 466  | 469  | 447  | 463  | 561  | 586  | 674  | 686  | 648  |

| 2015 | 2020 | 2022 | - | - | - | - | - | - |
| ---- | ---- | ---- | - | - | - | - | - | - |
| 618  | 585  | 587  | - | - | - | - | - | - |

## Culture locale et patrimoine

### Lieux et monuments
- Batterie allemande du mur de l'Atlantique.
- Abbaye Sainte-Marie. Fondée en 1168 par Hugues Wac, seigneur de Rubercy. Tombée en commende en 1526, elle fut supprimée en 1782, faute de vocations. Église du XIIIe siècle.
- Église paroissiale Saint-Laurent de Longues[35]. Mentionnée au XIIe siècle, elle fut totalement remodelée au XVIIe, après le regroupement des trois paroisses (Longues, Marigny et Fontenailles).
- Église Saint-Laurent de Marigny XIIe – XIIIe siècles. La porte de son cimetière fait l'objet d'une inscription au titre des monuments historiques[36].
- Église Saint-Pierre de Fontenailles, du XIIe siècle. Construite en 1202, elle fut détruite par les bombardements de 1944, elle n'a pas été reconstruite et reste en ruines. Elle possédait à son sommet la cloche la plus vieille de France qui a depuis été transférée au musée Baron-Gérard à Bayeux.
- Château de Marigny, XVIIe siècle.
- Ancienne épicerie[37], rue de l'Abbaye.

### Patrimoine naturel
- Le Chaos : falaises calcaires écroulées par l'action de l'érosion entre Port-en-Bessin et Arromanches qui donnent à la côte un aspect sauvage et chaotique.

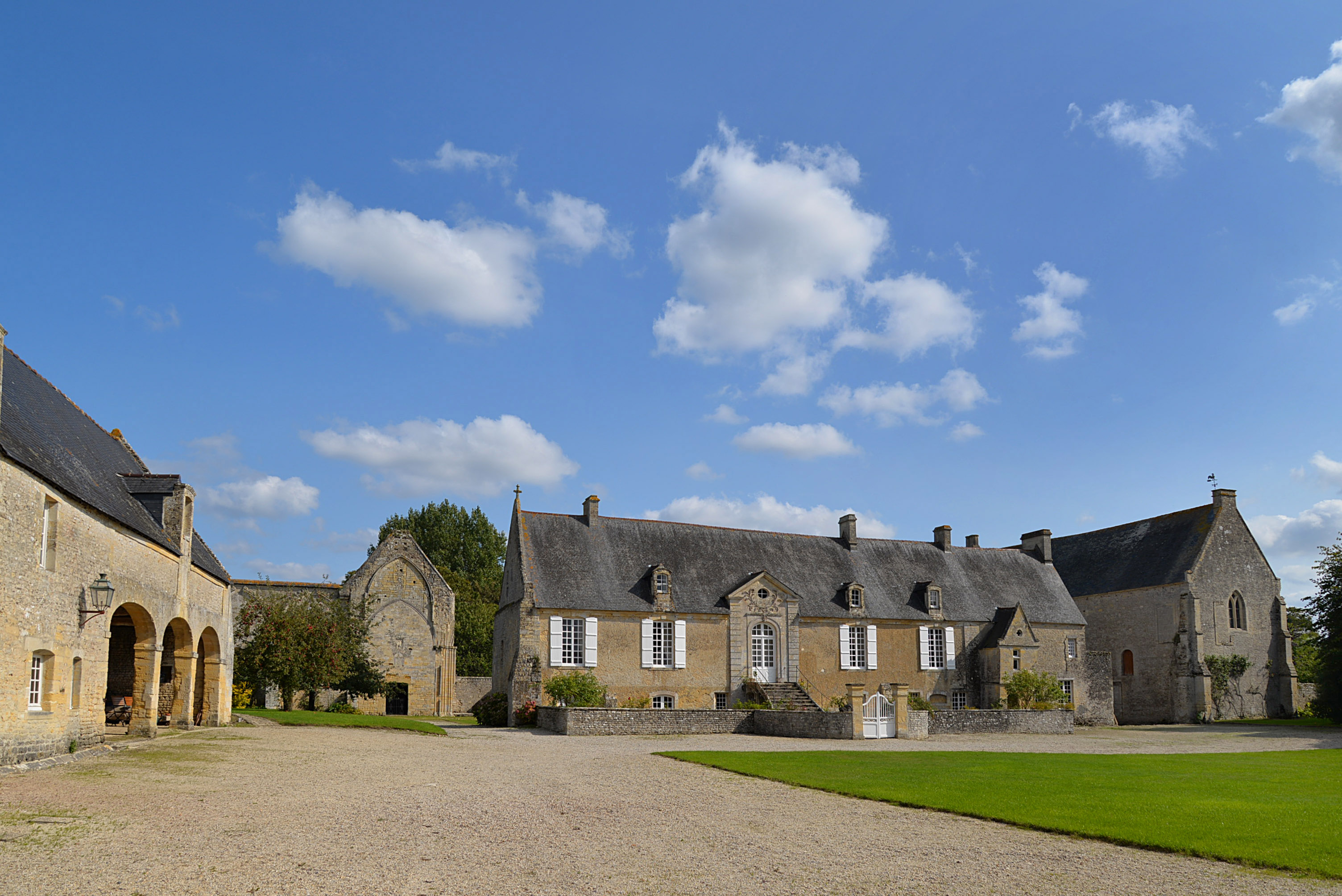
L'abbaye Sainte-Marie vue depuis la porterie.
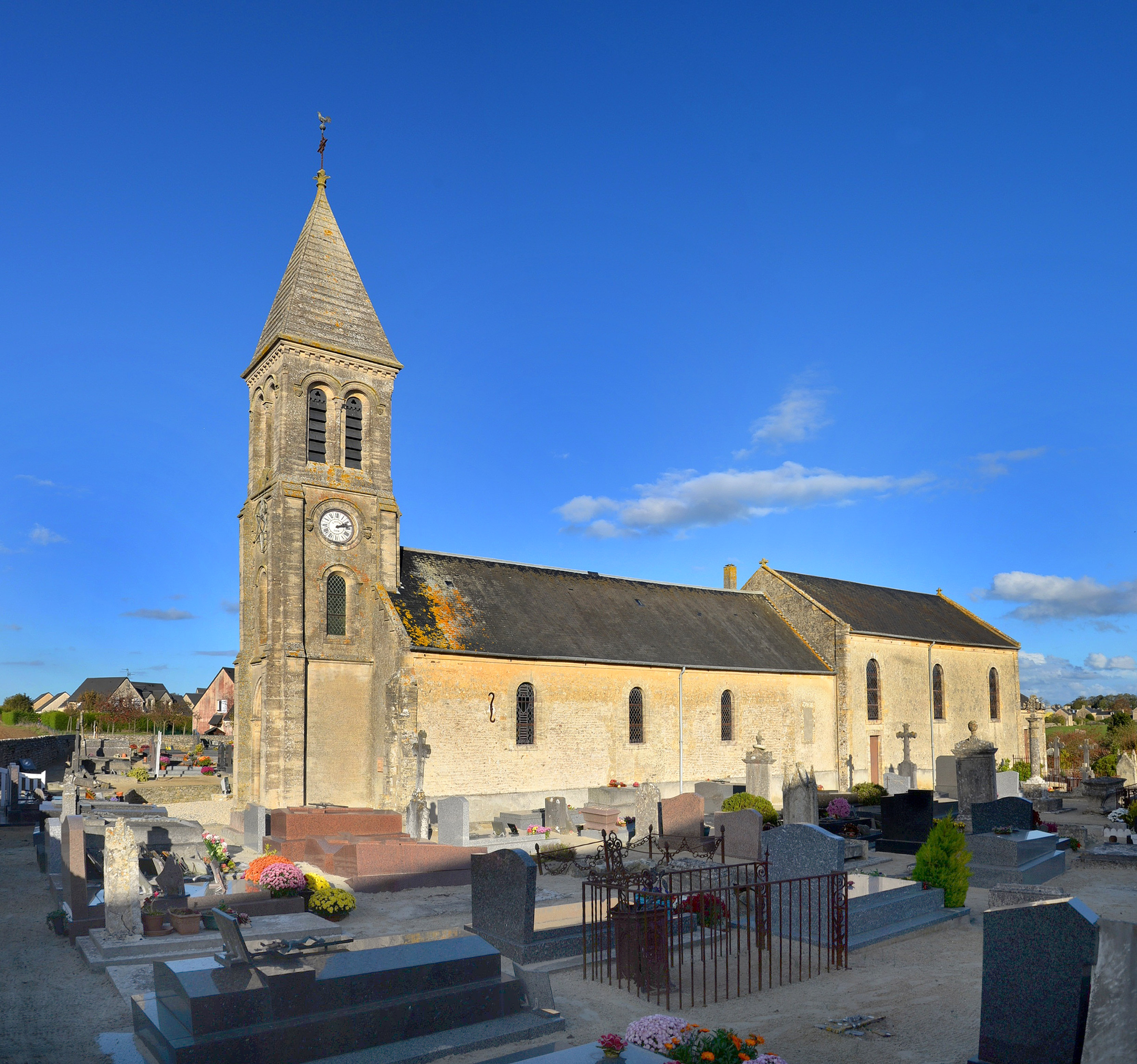
L'église Saint-Laurent dans le bourg.
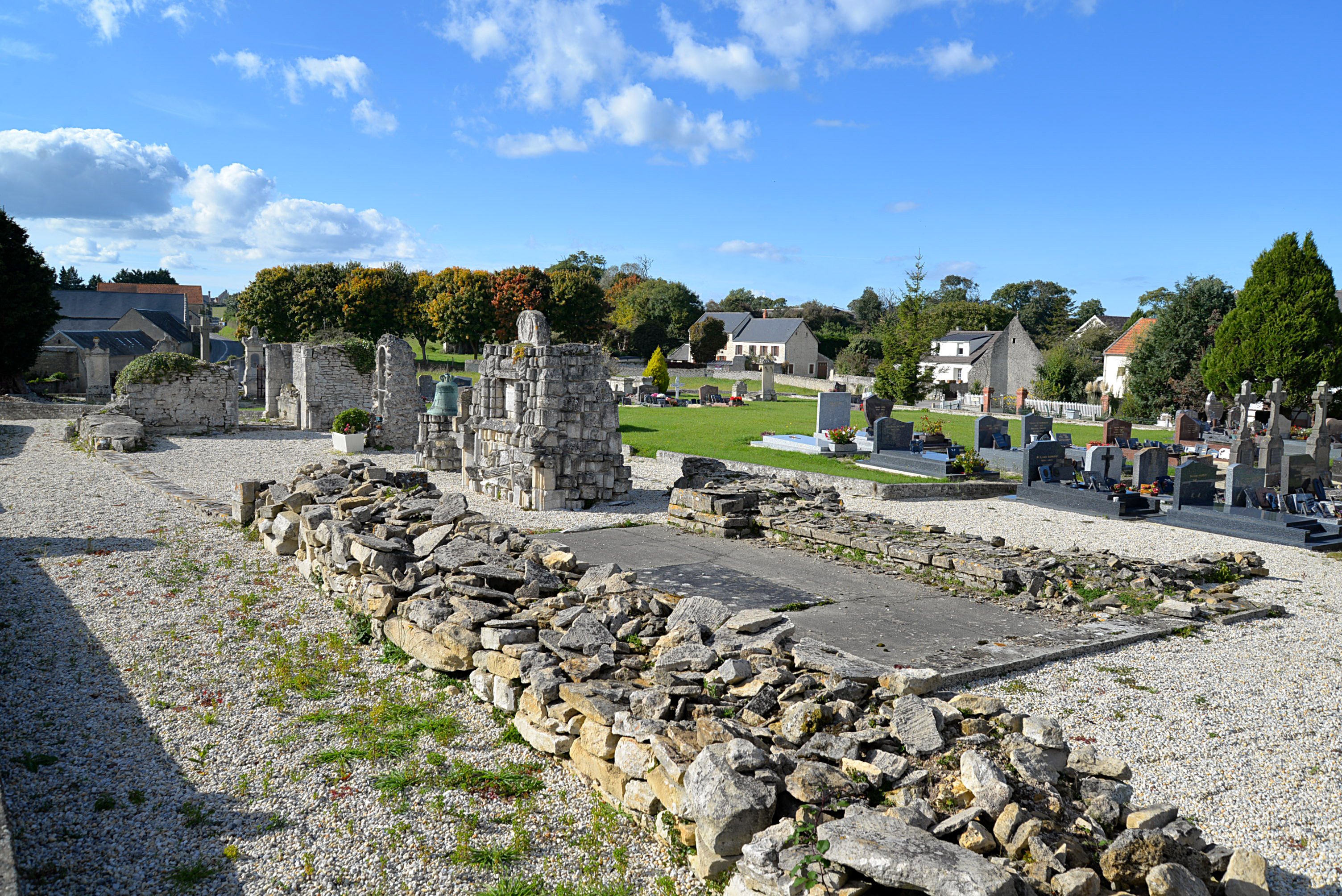
Vestiges de l'ancienne église Saint-Laurent (Marigny).
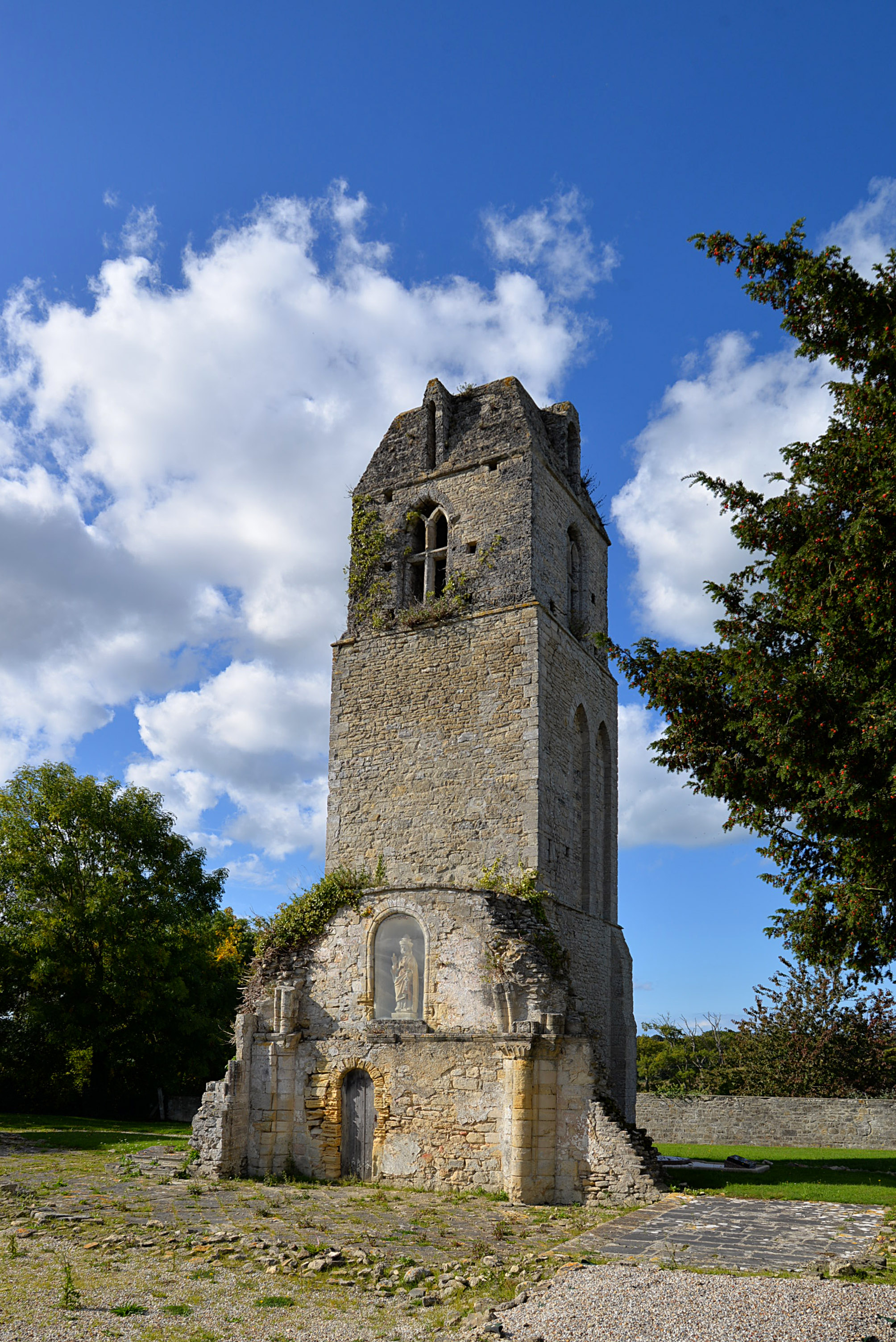
Le clocher de l'ancienne église Saint-Pierre (Fontenailles).
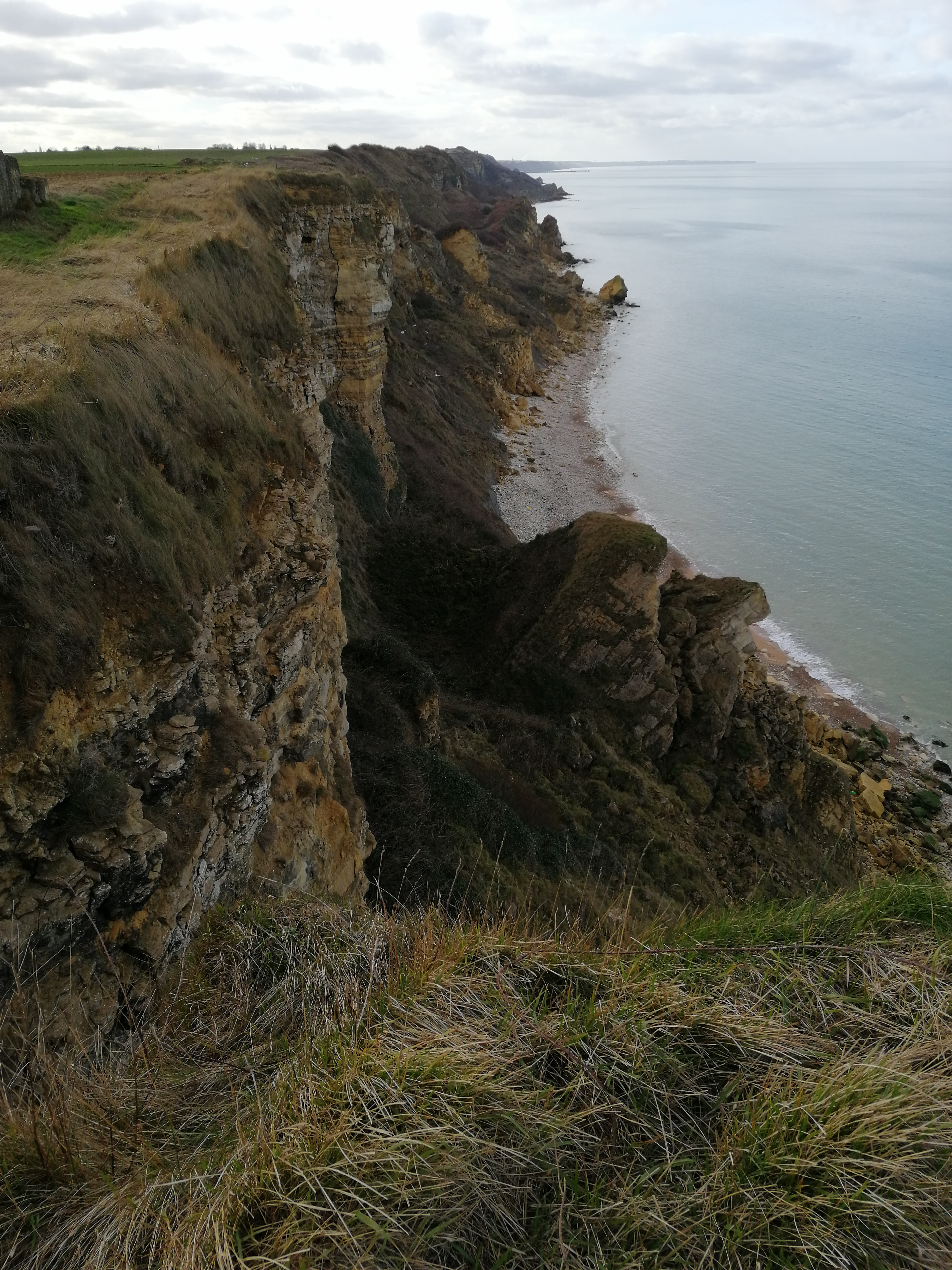
Chaos rocheux des falaises de Longues-sur-Mer

### Héraldique
| Blason de Longues-sur-Mer | Blason  | Taillé haussé à dextre et abaissé à senestre : au 1er d'azur aux trois demoiselles [rochers isolés des falaises] en ombre d'argent, au 2e de gueules à deux léopards d'or l'un au-dessus de l'autre. |
| Blason de Longues-sur-Mer | Détails | Les deux léopards d'or sur champ de gueules rappellent les armes de la Normandie. |